# Mesochorus cinctus
Mesochorus cinctus là một loài tò vò trong họ Ichneumonidae.